# Étaín
Étaín – w mitologii irlandzkiej jedna z Tuatha De Danann. Bohaterka mitu Tochmarc Étaín (Zaloty do Étaín).
Kiedy Midir zakochał się w niej, jego pierwsza żona wpadła w złość i rzuciła kilka uroków na nią. Najpierw Fuamnach przemieniła Étaín w basen wody, później w robaka, a następnie w muchę, po czym wywołała potężny wiatr, który zabrał muchę na bardzo dużą odległość, aż w końcu spadła na skały w pobliżu morza, gdzie pozostawała przez siedem lat. Po tym czasie Aengus znalazł muchę i próbował przyprowadzić ją do Midira w postaci Étaín, ale Fuamnach wywołała kolejną wichurę, która sprawiła, że mucha wpadła do szklanki (butelki) wina.
Wino (razem z muchą) zostało połknięte przez ciężarną kobietę, pozwalając Étaín na odrodzenie. Kilka lat później Étaín wyszła za mąż za króla Eochaida Airema. O jej rękę starał się również brat Eochaida - Ailill. Midir dowiedział się o tym i wyruszył w podróż do Tary, aby zabrać swą żonę do domu. Midir używając swoich magicznych mocy spowodował, że Etain przypomniała sobie, że była jego żoną już wcześniej przez co była skłonna wrócić z nim do pałacu. Eochaid zaś, utracił ją na rzecz Midira w wyniku przegranej partii szachów. Etain przez pewien czas żyła u boku Midira, jednak  zdecydowała się powrócić do swojego ziemskiego męża i dokonać żywota u jego boku.